# بيريزنيهوفاتي (ميكولاييفسكا)
بيريزنيهوفاتي (Березнегувате) هي مدينة في مقاطعة ميكولاييفسكا في أوكرانيا.
يبلغ عدد سكانها حوالي 7429 نسمة.